# Journal of Artificial Intelligence Research
Journal of Artificial Intelligence Research est une revue scientifique à accès libre et comité de lecture qui couvre la recherche dans tous les domaines de l'intelligence artificielle. Elle a été établie en 1993 comme l'une des premières revues scientifiques distribuées en ligne. Les publications sur papier sont imprimées par AAAI Press. La rédactrice en chef est Francesca Rossi (Université de Padoue).

## Caractéristiques
La revue est résumée et indexée par Inspec, Science Citation Index et MathSciNet. Selon le Journal Citation Reports, la revue a un facteur d'impact 2016 de 2.284, ce qui la classe au 49ème rang sur 133 dans la catégorie «informatique, intelligence artificielle».